# Zapomniany Żołnierz

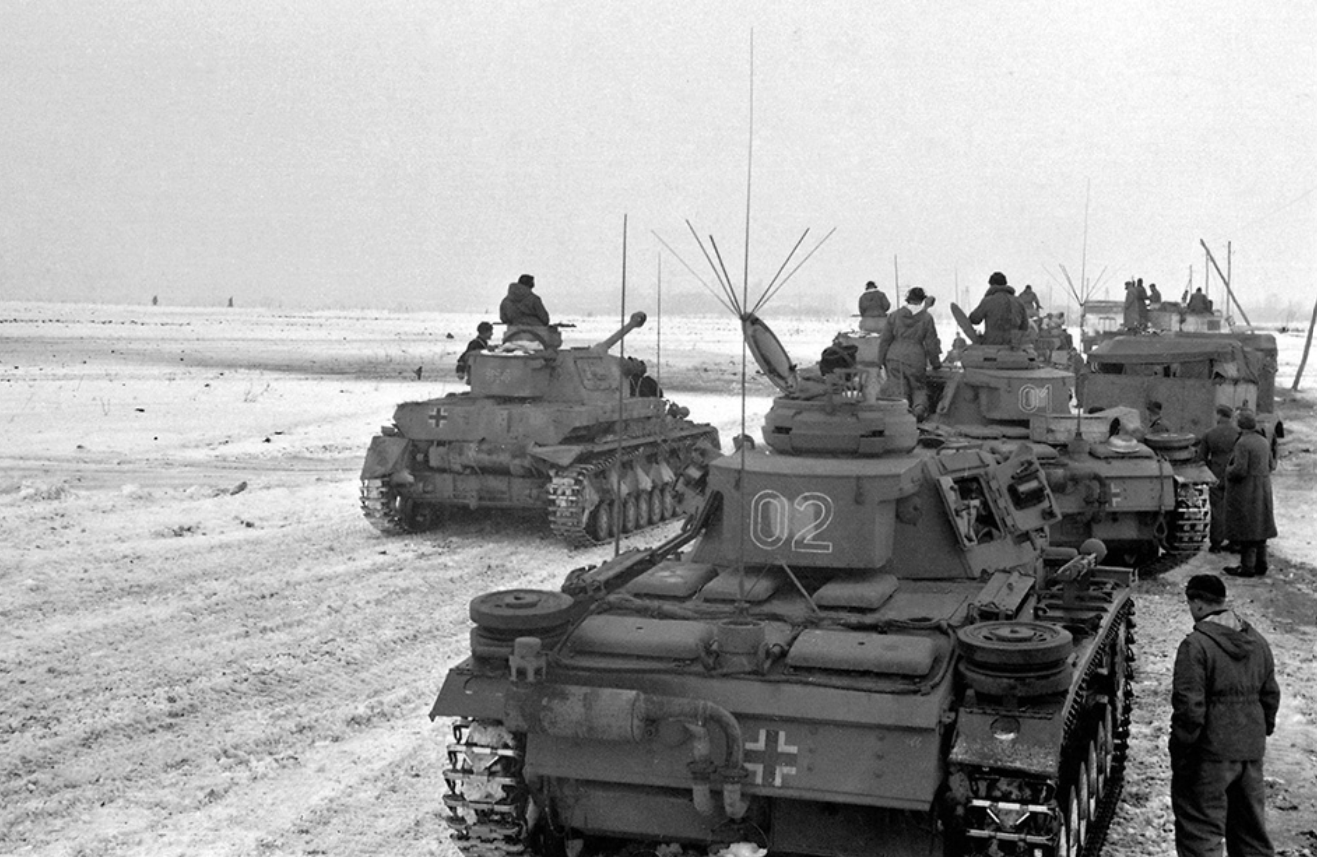
Czołgi dywizji Grossdeutschland w marcu 1943 roku

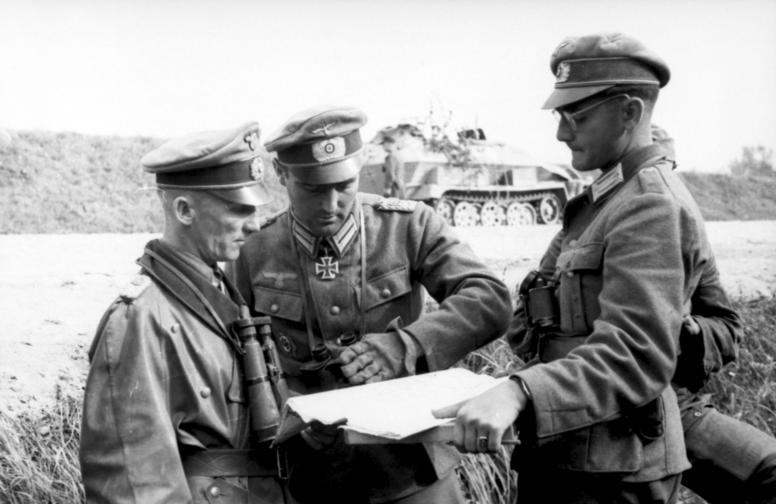
Oficerowie dywizji Großdeutschland

Zapomniany Żołnierz (Le soldat oublié) to powieść autobiograficzna napisana przez autora o pseudonimie Guy Sajer - weterana II wojny światowej, niemieckiego żołnierza elitarnej Dywizji Großdeutschland.

Oznakowanie dywizji Großdeutschland

Książka Sajera wzbudza kontrowersje od czasu pierwszego wydania. Krytycy zwracają uwagę na małą szczegółowość, brak znajomości poprawnych nazw technicznych broni oraz pojazdów, a także nazw geograficznych. Dodatkowo nazwiska podawane przez autora często nie odpowiadają dokumentacji Wehrmachtu. Zwolennicy natomiast uzasadniają jego błędy znacznym upływem czasu - książka została wydana ponad 20 lat po wydarzeniach w niej opisanych. Warty odnotowania jest także wiek autora. Sajer rozpoczął służbę w wieku 16 lat. Nie bez znaczenia jest również to, że jest Francuzem. Sam często przyznawał się do słabej znajomości języka niemieckiego.
Wielu historyków sugeruje, aby powieść Sajera ze względu na liczne błędy merytoryczne nie traktować w wymiarze książki historycznej, opowiadającej o Dywizji Großdeutschland. Według nich to książka opowiadająca o doświadczeniach i przeżyciach wewnętrznych walczącego żołnierza.